# Don't Let It Go to Your Head
"Don't Let It Go to Your Head" foi o primeiro single lançado em antecipação do que era esperado para ser o segundo álbum de Fefe Dobson, Sunday Love. O single está disponível para download digital em lojas online.

Há um CD "For Promotional Use Only", por vezes referido como um único DJ que inclui um CALLOUT" de 10 segundos "para além da música em si. É em um digipack com três dobras que exibe as letras e créditos.

A canção também aparece em:
- Fefe Dobson SUNDAY LOVE ALBUM SAMPLER
- Fefe Dobson SUNDAY LOVE IN STORE ALBUM SAMPLER

O álbum foi empurrado para trás várias vezes antes da sua eventual anulação.
"Don't Let It Go to Your Head" teve um cover por Lilyjets, um grupo norueguês de uma menina, como um single a partir de 2006 seu álbum de estréia 3rd Floor. Eles também produziram um vídeo oficial da música. A música também teve um cover por Rockett Queen em seu álbum de 2008 Kiss and Tell e Jordin Sparks em seu segundo álbum de 2009 Battlefield. Pouco depois que o álbum de Jordin foi lançado Dobson disse: "Jordin Sparks apenas fez [aquela canção], que estava em Sunday Love, que foi muito legal. Ela fez tipo, assim, uma versão mais R&B, que eu acho que é muito bom, realmente. Foi muito legal que ela não tentar fazer uma versão rock da mesma, e ela fez o que ela está mais confortável com o que eu pensava que era impressionante."

## Pessoal
- Tom Lord-Alge - mistura
- Kenny Aronoff - bateria
- Howard Benson - Produtor, teclados + programação
- Paul Boshnell - baixo
- Paul Decarli - edição dos protools
- Hatsukazu Inagaki - engenheiro assistente
- Keith Nelson - técnico de guitara
- Mike Plotnikoff - gravação
- Phil X - guitarra
- Jon @ Drum Fetish - técnico de bateria

## Video Musical
O vídeo oficial da música tem várias cenas mostrando Dobson pulando em uma cama a rasgar o recheio fora dela.
Créditos
Diretor: Diane Martel

Produção: David Naylor, Aslanian Sam, Galanida Missy, Jane Reardon

## Versões Cover

### Versão de Jordin Sparks
A campeã da temporada 6 do American Idol, Jordin Sparks lançou sua versão da canção como o terceiro single de seu segundo álbum de estúdio, Battlefield.Foi lançado como um download digital no Reino Unido apenas em 8 de Janeiro de 2010.

### Outros covers
Outros covers lançados comercialmente desta canção.
| Ano  | Título                         | Cantor(es)    | Álbum         | Língua da canção | Notas                         |
| ---- | ------------------------------ | ------------- | ------------- | ---------------- | ----------------------------- |
| 2006 | "Don't Let It Go to Your Head" | Lilyjets      | 3rd Floor     | Inglês           | Esta canção tem um videoclipe |
| 2008 | "Don't Let It Go to Your Head" | Rockett Queen | Kiss and Tell | Inglês           |                               |